# Call of Duty: World at War: Zombies
Call of Duty: World at War: Zombies (se mai numește și Call of Duty: Zombies) este un joc FPS creat de Ideaworks Game Studio și publicat de Activision pentru iOS. A fost lansat în 2009.